# Роїська сотня
Рої́ська (Ройська) сотня — військово-адміністративна одиниця Чернігівського полку Гетьманщини.

## Історія
Першу письмову згадку про Роїську сотню маємо в універсалі гетьмана Івана Виговського від 24 лютого 1659 р.[джерело?], але, напевно, вона була заснована ще раніше, оскільки у реєстрі козацького війська 1649 року, укладеного після Зборівської угоди, до полкової сотні було записано 301 козака, тобто цілих три сотні, серед яких, можливо, була і Роїська[джерело?].
У 1664 р. відомості про Роїську сотню зникають, натомість з'являються відомості про Сиберезьку сотню[джерело?]. Сиберезьким сотником Філоном Святцьким були підписані «Глухівські статті» 1669 р. Дем'яна Многогрішного. Роїські сотники знову з'являються у документах за чернігівського полковника Василя Дуніна-Борковського (1672—1685 р.р.), але у 1688 р. знову згадується Сиберезька сотня і тільки з 1699 р. назва Роїської сотні стало існує в документації Чернігівського полку[джерело?].
Крім згадуваної Сиберезької сотні, в документах є ще згадка про Осняківську сотню[джерело?], але цілком можливо, що це та сама Роїська сотня, але адміністративний центр був переміщений до Осняків[джерело?], оскільки іменування сотень робилося не тільки за місцем розташування сотенної чи полкової канцелярії, а й за місцем проживання сотника чи полковника[джерело?].
У 1782 р. Роїська сотня припинила своє існування як адміністративна одиниця, а її територія була включена до складу Чернігівського намісництва.
У 1783 році козаки Роїської сотні за височайшим указом військової колегії про реформу дев'яти українських козачих полків увійшли до складу Чернігівського карабінерного полку, а 1784 року при переведенні карабінерних полків на шести ескадронний штат, Роїська сотня припинила своє існування і як військова одиниця.

## Територія
Як адміністративно-територіальна одиниця Роїська сотня займала територію (на 1730 р.) близько 593,7 км²[джерело?] і включала 32 населені пункти.
На заході Роїська сотня межувала з Любецькою, на півдні з Білоуською на сході з Городнянською сотнями.

Серед поселень переважали володіння української шляхти, надані їй за заслуги згідно з 8-м пунктом «Решительних статей» Д.Апостола[джерело?]: с. Буянки, с. Велика Вісь, д. Вербичі, с. Голубичі, с. Грабів, д. Гусинка, д. Даничі, с. Звеничів, д. Камінь, д. Маслаківка, д. Осняки, с. Петрушин, с. Постовбиці, с. Ріпки, с. Роїще, д. Роїська, слобода Роїщі, с. Сибереж, д. Свинопухи, с.Халявин, с. Церковище, д.Ямищі — всього 521 двір. Решта населених пунктів сотні належали до володіння чернігівського Троїцького монастиря: д.Горностаївка, д.Киселівка, д.Познопали, д.Садолювка, д.Старі Яриловичі, д.Хутір, с. Нові Яриловичі — всього 132 двора; чернігівської ратуші — 55 дворів у с. Петрушині і 21 двір у дєрєвнях Плехтіївці, Сусловці та Слободі були невизначеного володіння[джерело?].

## Церкви

Розташування церков на території Роїської сотні

Церкви зноходились у наступних селах:
- с. Буянки — архистратига Михаіла,
- с. Велика Весь — Покрови Богородиці,
- с. Голубичі — Покрови Богородиці,
- с. Звеничів — апостолів Петра і Павла,
- с. Петрушин — Різдва Богородиці,
- с. Ріпки — святого Миколая, святої Трійці,
- с. Роїще — архистратига Михаіла,
- с. Сібереж — святителя Христова,
- с. Халявин — святої Трійці
- с. Церковищі — Преображення Господнього,
- с. Яриловичі — Успення Богородиці,
- Яриловицький Святомиколаївський скиток (на р. Стрижень) — Покрови Богородиці

## Військова одиниця
Кількість козаків у сотні весь час змінювалась. На момент ліквідації сотні у ній перебувало 707 козаків[джерело?]. Козаки сотні брали участь в багатьох війнах, які точилися як на території самої сотні, так і далеко за її межами. Це чигиринський похід 1676 р., під час якого загинув роїський сотник Іван Рашевський (Малик)[джерело?]; польський 1734 р. та очаківський 1738 р. в яких разом зі своїм сином Леонтієм брав участь роїський сотник Яків Бакуринський. За відвагу, виявлену в ньому, Леонтія було призначено роїським сотником після відставки батька[джерело?]; кримський 1774 р. та ін.

## Роїські сотники
На чолі сотні у мирний і воєнний час стояв сотник.
- Рашенко Хома (лютий-грудень 1659 р. — січень 1660 р.)
- Рашевський Іван (Малик, як звали його козаки сотні за малий зріст) (1672—1676 р.р.)
- Грембецький Микола (1677—1687 р.р.)
- Стефанович Петро (вересень 1693 р. — серпень 1699 р.-1716 р.)
- Бакуринський Яків (6 вересня 1716 р. — 13 квітня 1738 р.) — призначений на посаду універсалом І.Скоропадського
- Бакуринський Леонтій (13 квітня 1738 р. — 1760 р.) — призначений на посаду універсалом графа Рум'янцева (цей документ, який дуже цікавий за оформленням, разом з копією попереднього зберігається в особистому фонді Бакуринських у Чернігівському облархіві)
- Нехаєвський Іван (1760—1783 р.р.)

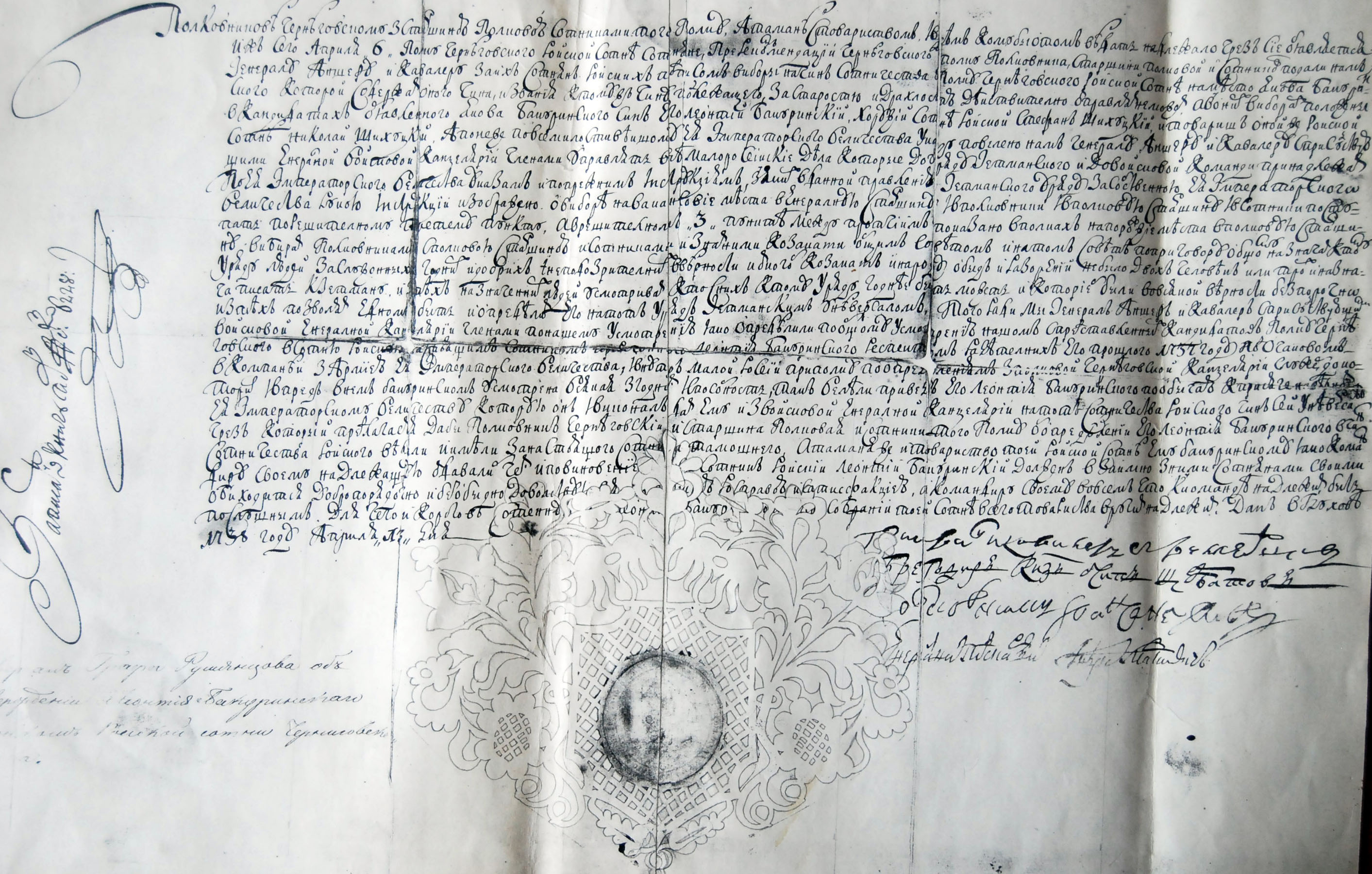
Універсал графа Рум'янцева про призначення Л.Бакуринського роїським сотником

Уряд роїського сотника був одним з престижних у Чернігівському полку. Щоб посісти його треба було мати певний послужний список[джерело?]. Так М. Грембецький спочатку був «слугою» гетьмана Д.Многогрішного (1672 р.), у 1676 р. військовим товаришем, у 1677 р. значковим військовим товаришем[джерело?].
Я.Бакуринський почав службу у 1688 р. «коли Сатан-місто на Дніпрі зробили», у 1710 р. товариш полку Чернігівського, потім військовий канцелярист[джерело?].
Крім того необхідно було мати значні військові заслуги: так, своєю військовою відвагою перші три роїські сотники Х. Рашенко, І. Рашевський та М. Грембецький заслужили для своїх нащадків можливість отримати дворянське звання[джерело?].
Часто-густо уряд роїського сотника ставав трампліном для подальшої кар'єри у полку. Так, М. Грембецький після сотництва у 1696 р. та 1699 р. був осавулом Чернігівського полку, у 1698—1711 р.р. — обозним Чернігівського полку, у 1698 р. та 1712—1713 рр. — наказним полковником Чернігівського полку[джерело?].

## Дивися
Група в Facebook «Роїська сотня» 
Інтерактивна мапа "Роїська сотня: назви, резиденція сотників та канцелярії" 